# CEDAPAS
L’acronyme CEDAPAS désigne le Centre d’Études pour le Développement d’une Agriculture Plus Autonome et Solidaire - Nord Pas de Calais. 
Cet organisme, membre du Réseau associatif du Nord-Pas de Calais sur le développement durable et la citoyenneté est une association d’agriculteurs qui promeut la Charte de l'agriculture paysanne, et conduit une réflexion sur un développement agricole durable. 

Il vise l’étude et la promotion d’un développement agricole s’appuyant sur l’autonomie, la solidarité et une juste répartition des richesses, la restauration et préservation de l’environnement et le dynamisme du monde rural. 

## Objectifs
- Étudier, expérimenter les conditions du développement durable en agriculture, notamment via une agriculture de proximité, équitable et respectueuse de la Nature
- Promouvoir le développement durable en agriculture
- Maintenir un nombre élevé de paysans pour un aménagement harmonieux des territoires

## Actions
Elles sont du type recherche appliquée, toujours sur le thème de l’agriculture durable, et en lien avec l’expérience de terrain : 
- évaluation de la durabilité des systèmes ;
- étude des pratiques agricoles (transmission des fermes, valorisation des produits, conduite de l’herbe, désintensification des systèmes…) ;
- étude des conditions nécessaires au développement durable en agriculture ;
- accompagnement d’initiatives ;
- animation collective, ….

Dans le cadre du  Groupe Planète dont il est membre, avec Solagro, le CEIPAL (Lyon), l’ENESAD (Dijon) et le CETA de Thièrache, le CEDAPAS a notamment travaillé la question du bilan énergétique de la ferme, permettant la production par Bernadette Risoud (Dr-Ingénieure IGREF en agro-économie) d'un calculateur ( « tableur Planète ») permettant de mesurer le bilan énergétique d’une exploitation agricole et ses émissions de gaz à effet de serre.
En France, plus de 400 fermes ont ainsi pu analyser leur consommation énergétique et leurs émissions de GES, dont 10 dans le Nord et 10 dans le Pas-de-Calais. Deux Parcs naturels régionaux (Scarpe-Escaut et Cap et Marais d'Opale travaillent aussi sur ce thème).
L'outil est accessible aux agriculteurs qui voudraient l'utiliser en échange de données qui enrichiront la base de données nationales.

## Méthode
- Étude et accompagnement d'évolutions des pratiques

Animation de groupe, formation, accompagnement individuel, échanges d’expérience..
- Action pour faire connaître l’agriculture durable

Auprès des agriculteurs, des jeunes en formation, des citoyens…
- Apport d'expériences et d'éléments de réflexion pour hiérarchiser les enjeux au regard du développement soutenable et faire évoluer le cadre politique.
- Travail sur la notion de commerce équitable, qui pourrait ne pas être limitée aux échanges nord-sud, mais aussi au commerce interne des pays du Nord.
- Travail avec les AMAP (Associations pour le maintien d'une agriculture paysanne), dans certains cas avec les riverains et clients qui s'impliquent dans le financement de la ferme ou aident ponctuellement aux travaux agricoles. La relation de confiance, qui implique la transparence, la vente directe et de proximité à la ferme ou sur les marchés, sont des thèmes traités par le CEDAPAS.